# 13-XX
Classificazione delle ricerche matematiche: sezioni di livello 1

00-XX 01 03 05 06 08 | 11 12 13 14 15 16 17 18 19 20 22 | 26 28 30 31 32 33 34 35 37 39 40 41 42 43 44 45 46 47 49 | 
 51 52 53 54 55 57 58 | 60 62 65 68 | 70 74 76 78 | 80 81 82 83 85 86 | 90 91 92 93 94 97-XX
13-XX è la sigla della sezione primaria dello schema di classificazione MSC dedicata agli anelli commutativi e alle algebre commutative
Questa pagina presenta la struttura ad albero delle sue sottosezioni secondarie e terziarie.

## 13-XX
anelli commutativi ed algebre commutative
- 13-00 opere di riferimento generale (manuali, dizionari, bibliografie ecc.)
- 13-01 esposizione didattica (libri di testo, articoli tutoriali ecc.)
- 13-02 presentazione di ricerche (monografie, articoli di rassegna)
- 13-03 opere storiche {!va assegnato almeno un altro numero di classificazione della sezione 01-XX}
- 13-04 calcolo automatico esplicito e programmi (non teoria della computazione o della programmazione)
- 13-06 atti, conferenze, collezioni ecc.

## 13Axx
teoria generale degli anelli commutativi
- 13A02 anelli graduati [vedi anche 16W50]
- 13A05 divisibilità
- 13A15 ideali; teoria moltiplicativa degli ideali
- 13A18 valutazioni e loro generalizzazioni [vedi anche 12J20]
- 13A30 anelli graduati di ideali associati (anello di Rees, anello della forma?), diffusione?spread analitica ed argomenti collegati
- 13A35 metodi in caratteristica p (endomorfismo di Frobenius) e riduzione alla caratteristica p; chiusura tight?stretta [vedi anche 13B22]
- 13A50 azioni dei gruppi sugli anelli commutativi; teoria degli invarianti [vedi anche 14L25]
- 13A99 argomenti diversi dai precedenti, ma in questa sezione

## 13Bxx
estensioni di anelli ed argomenti collegati
- 13B02 teoria dell'estensione
- 13B05 teoria di Galois (per gli anelli commutativi)
- 13B10 morfismi
- 13B21 dipendenza integra
- 13B22 chiusura integra di anelli e di ideali; anelli integralmente chiusi, anelli collegati (giapponesi ecc.)
- 13B25 polinomi sopra anelli commutativi [vedi anche 11C08, 13F20, 13M10]
- 13B30 quozienti e localizzazione
- 13B35 completamento [vedi anche 13J10]
- 13B40 estensioni étale e piata; henselizzazione; approssimazione di Artin [vedi anche 13J15, 14B12, 14B25]
- 13B99 argomenti diversi dai precedenti, ma in questa sezione

## 13Cxx
teoria dei moduli e degli ideali
- 13C05 struttura, teoremi di classificazione
- 13C10 moduli ed ideali proiettivi e liberi [vedi anche 19A13]
- 13C11 moduli ed ideali iniettivi e piatti
- 13C12 moduli ed ideali di torsione
- 13C13 altri tipi speciali
- 13C14 moduli di Cohen-Macaulay [vedi anche 13H10]
- 13C15 teoria della dimensione, profondità, anelli collegati (anelli catenari? ecc.)
- 13C20 gruppi di classe [vedi anche 11R29]
- 13C40 collegamento?linkage, intersezione completa ed ideali determinantali [vedi anche 14M12]
- 13C99 argomenti diversi dai precedenti, ma in questa sezione

## 13Dxx
metodi omologici
{per gli anelli non commutativi, vedi 16Exx; per le categorie generali, vedi 18Gxx}
- 13D02 sizigie e risoluzioni
- 13D03 omologia e coomologia di anelli e di algebre commutative (e.g., di Hochschild, di André-Quillen, ciclica, diedrale ecc.)
- 13D05 dimensione omologica
- 13D07 funtori omologici sui moduli (Tor, Ext ecc.)
- 13D10 deformazioni e metodi infinitesimali [vedi anche 14B10, 14B12, 14D15, 32Gxx]
- 13D15 gruppi di Grothendieck, K-teoria [vedi anche 14C35, 18F30, 19Axx, 19D50]
- 13D22 congetture omologiche (teoremi di intersezione)
- 13D30 teoria della torsione [vedi anche 13C12, 18E40]
- 13D40 funzioni di Hilbert-Samuel e di Hilbert-Kunz; serie di Poincaré
- 13D45 coomologia locale [vedi anche 14B15]
- 13D99 argomenti diversi dai precedenti, ma in questa sezione

## 13Exx
condizioni catenarie, condizioni di finitezza
- 13E05 anelli e moduli noetheriani
- 13E10 anelli e moduli artiniani, algebre di dimensione finita
- 13E15 anelli e moduli finitamente generati o finitamente presentati
- 13E99 argomenti diversi dai precedenti, ma in questa sezione

## 13Fxx
anelli aritmetici ed altri anelli speciali
- 13F05 anelli di Dedekind, di Krull e di Prüfer e loro generalizzazioni
- 13F07 anelli euclidei e loro generalizzazioni
- 13F10 anelli ad ideali principali
- 13F15 anelli fattoriali, domini a fattorizzazione unica [vedi anche 14M05]
- 13F20 anelli ed ideali di polinomi; anelli di polinomi a valori interi [vedi anche 11C08, 13B25]
- 13F25 anelli di serie di potenze formali [vedi anche 13J05]
- 13F30 anelli di valutazione [vedi anche 13A18]
- 13F35 vettori di Witt e anelli collegati
- 13F40 anelli eccellenti
- 13F45 anelli seminormali
- 13F50 anelli con leggi di raddrizzamento, algebre di Hodge
- 13F55 anelli di Face e di Stanley-Resner; complessi simpliciali [vedi anche 55U10]
- 13F60 algebre cluster
- 13F99 argomenti diversi dai precedenti, ma in questa sezione

## 13Gxx
domini di integrità
- 13G05 domini di integrità
- 13G99 argomenti diversi dal precedente, ma in questa sezione

## 13Hxx
anelli locali ed anelli semilocali
- 13H05 anelli locali regolari
- 13H10 tipi speciali (di Cohen-Macaulay, di Gorenstein, di Buchsbaum ecc.) [vedi anche 14M05]
- 13H15 teoria della molteplicità ed argomenti collegati [vedi anche 14C17]
- 13H99 argomenti diversi dai precedenti, ma in questa sezione

## 13Jxx
anelli e moduli topologici
[vedi anche 16W60, 16W80]
- 13J05 anelli di serie di potenze [vedi anche 13F25]
- 13J07 algebre analitiche ed anelli analitici [vedi anche 32B05]
- 13J10 anelli completi, completamento [vedi anche 13B35]
- 13J15 anelli henseliani [vedi anche 13B40]
- 13J20 anelli topologici globali
- 13J25 anelli ordinati [vedi anche 06F25]
- 13J30 algebra dei reali [vedi anche 12Dxx, 14Pxx]
- 13J99 argomenti diversi dai precedenti, ma in questa sezione

## 13Lxx
applicazioni della logica all'algebra commutativa [vedi anche 03Cxx, 03Hxx]
- 13L05 applicazioni della logica all'algebra commutativa [vedi anche 03Cxx, 03Hxx]
- 13L99 argomenti diversi dai precedenti, ma in questa sezione

## 13Mxx
anelli commutativi finiti
{per aspetti di teoria dei numeri, vedi 11Txx}
- 13M05 struttura
- 13M10 polinomi (anelli commutativi)
- 13M99 argomenti diversi dai precedenti, ma in questa sezione

## 13Nxx
algebra differenziale
[vedi anche 12H05, 14F10]
- 13N05 moduli di differenziali [vedi anche 16S32]
- 13N10 anelli di operatori differenziali e loro moduli [vedi anche 16S32, 32C38]
- 13N15 derivazioni
- 13N99 argomenti diversi dai precedenti, ma in questa sezione

## 13Pxx
aspetti computazionali dell'algebra commutativa
[vedi anche 68W30]
- 13P05 polinomi, fattorizzazione [vedi anche 12Y05]
- 13P10 ideali di polinomi, basi di Gröbner 13F20
- 13P15 soluzione di sistemi polinomali; risultanti
- 13P20 algebra omologica computazionale [vedi anche #13Dxx]
- 13P25 applicazioni dell'algebra commutativa (ad es., a statistica, teoria del controllo, ottimizzazione ecc.)
- 13P99 argomenti diversi dai precedenti, ma in questa sezione